# Manuela Ramin-Osmundsen
Manuela Myriam Henri Ramin-Osmundsen, née le 15 juillet 1963 à Antony, de parents français, est une femme politique, ancienne ministre du Parti travailliste norvégien.

## Biographie
Née française, elle est venue vivre en Norvège en 1991 après avoir étudié le droit et le droit européen à l'université Paris II. Elle est mariée avec Terje Osmundsen, un homme politique membre du parti conservateur norvégien. Elle a dirigé le Centre contre les discriminations ethniques de 1998 à 2002, puis directrice-adjointe de l'Administration de l'immigration de 2002 à 2006, pour en devenir directrice du 17 mars au 22 mai 2006. Elle a dû démissionner de ce poste à la suite d'une affaire de permis de séjour accordé à des Kurdes iraniens en violation des instructions du gouvernement. Conseillère auprès du ministère norvégien des Affaires étrangères, elle a ensuite rejoint la firme de travail intérimaire Manpower en mai 2007. Elle a acquis la nationalité norvégienne le 4 octobre 2007, renonçant à la nationalité française comme exigé par la législation norvégienne.
Nommée ministre de l'Enfance et de l'Égalité dans le deuxième gouvernement Stoltenberg le 18 octobre 2007, elle est ainsi devenue la première membre « de couleur » d'un gouvernement norvégien, et la deuxième d'origine étrangère après la Danoise Astrid Gjertsen, ministre de la Consommation et de l'Administration de 1981 à 1986. Elle a été forcée à la démission le 14 février 2008 après avoir dû reconnaître qu'elle avait menti au Premier ministre et au parlement au sujet d'un possible conflit d'intérêts pour la nomination de la nouvelle ombudsman des enfants la semaine précédente,.